# Bombay Vikings
Bombay Vikings es un grupo musical de género rock pop de la India que combina la música india y la clásica. Se formó en 1994 en Estocolmo, Suecia. La banda está formada por Neeraj Shridhar, Söderberg Oscar y Nordenborg Esteras y se hizo popular con éxitos con temas musicales como, Kya Soorat Hai, Woh Chali y Chod Do Anchal.
El grupo causó sensación tanto en la India, así como en el extranjero entre la comunidad de la música india debido a su inusual combinación de estilo clásico de Bollywood y la experimentación Europea. Ha sido uno de los grupos musicales más destacados de la India, tras surgir en la década de 1990. Es el primer grupo en producir temas musicales en Hinglish, es decir, una mezcla de hindi e inglés. Esta idea de producir y combinar en dos idiomas fue de Neeraj Shridhar. Hoy en día, Neeraj también es cantante de playback o reproducción para muchas películas de Bollywood, que ha brindado muchos éxitos en las últimas décadas.

## Discografía

### Álbumes de estudio
- U n I (No Date Announced)
- Zara Nazron Se Kehdo (2006)
- Chhodh Do Aanchal (2004)
- Hum To Anything Karega-Fusion Remixes (2004)
- The Best Of Bombay Vikings (2002)
- Hawa Mein Udati Jaaye (2002)
- Woh Chali (2001)
- Kya Soorat Hai (1999)